# Cascade de Bis
La cascade de Bis ou cascade du Petit Boucan, est une chute d'eau située sur le cours de la ravine Petit Boucan, sur le territoire des communes de Sainte-Rose et Lamentin sur l'île de Basse-Terre en Guadeloupe.
Elle est régulièrement confondue avec la cascade Garry située quelques mètres plus loin en aval, sur le cours de la ravine Grand Boucan.

## Galerie

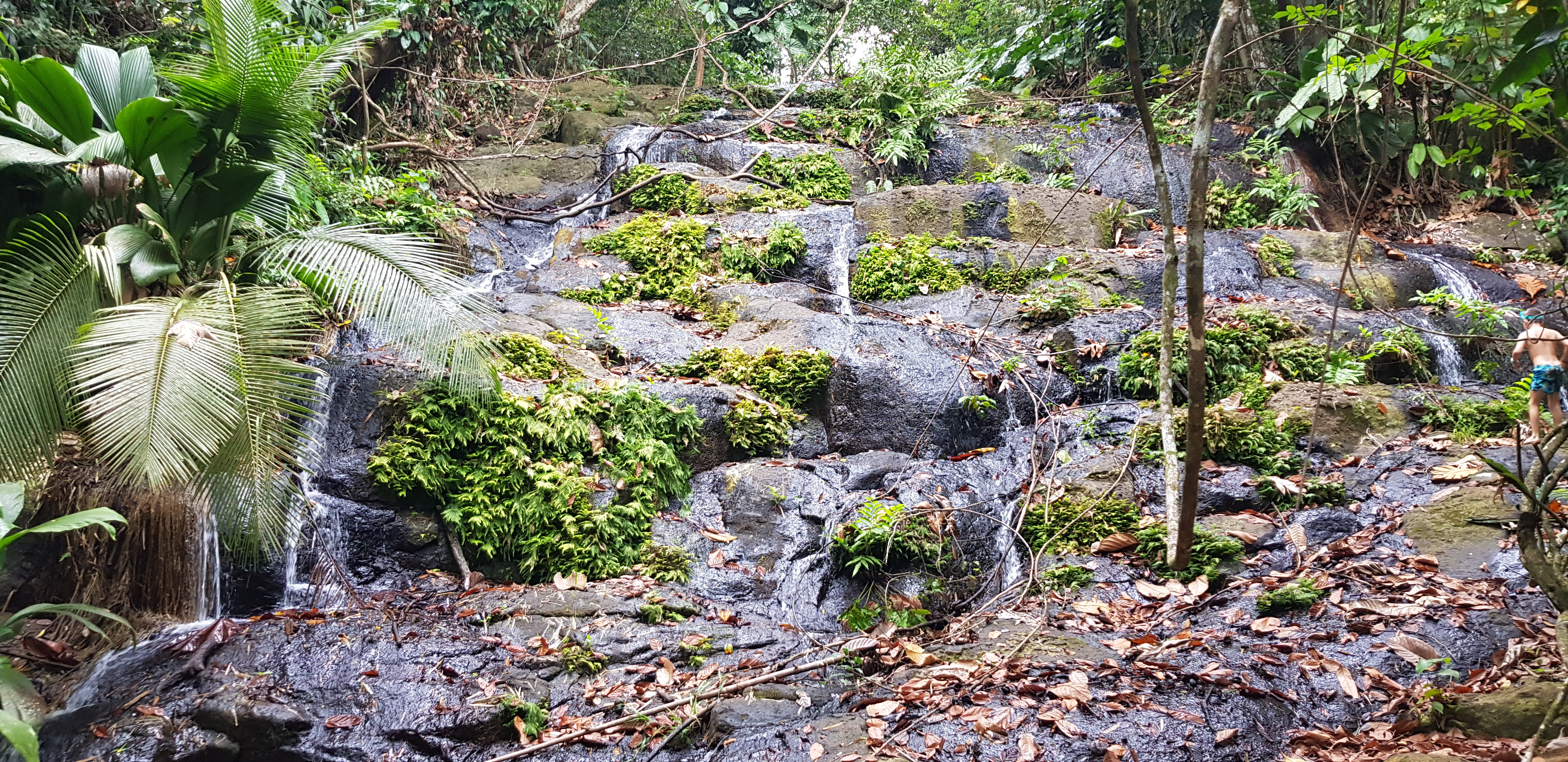
Vue horizontale de la cascade
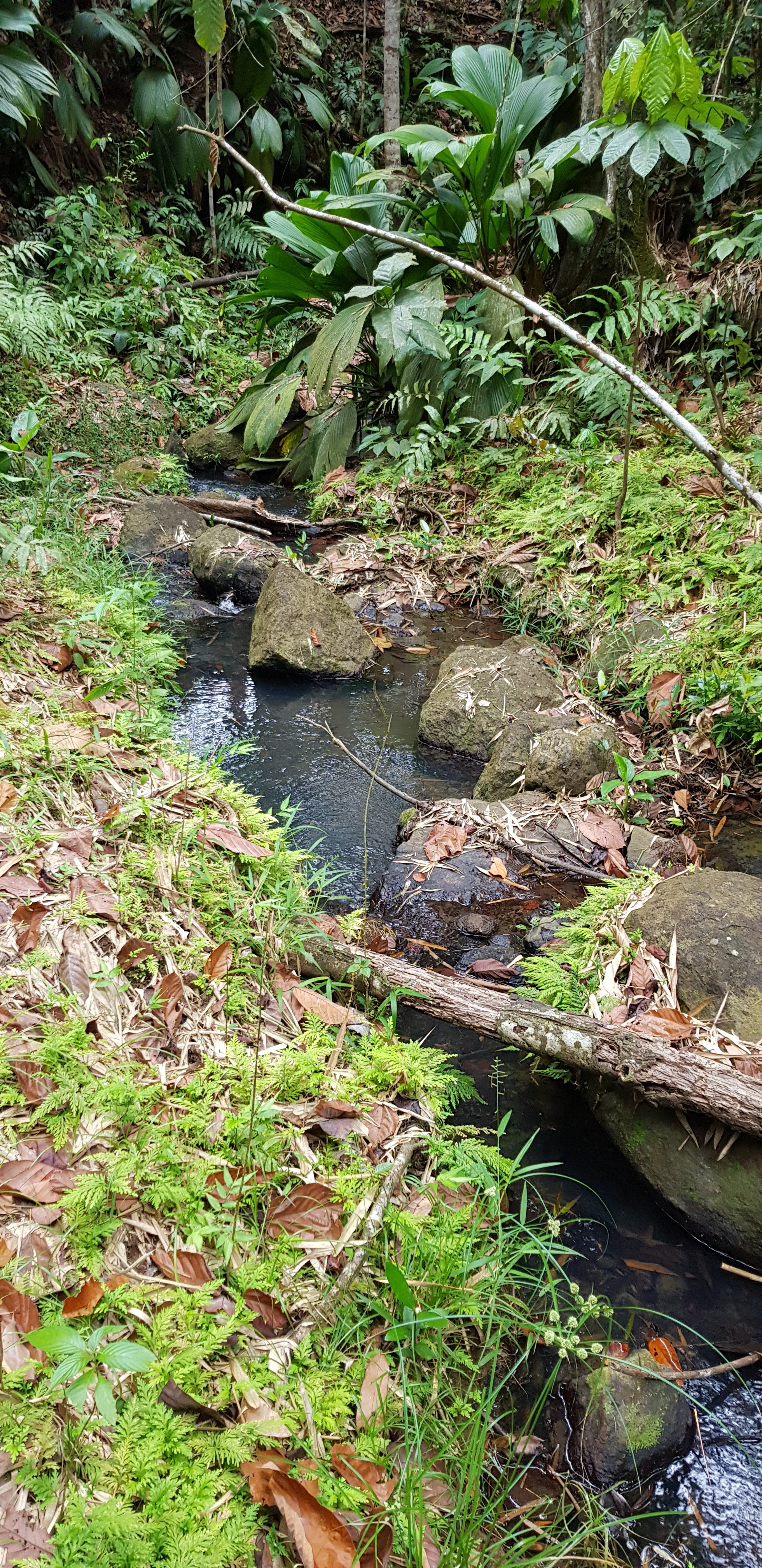
Ravine rejoignant la ravine Petit Boucan à la cascade
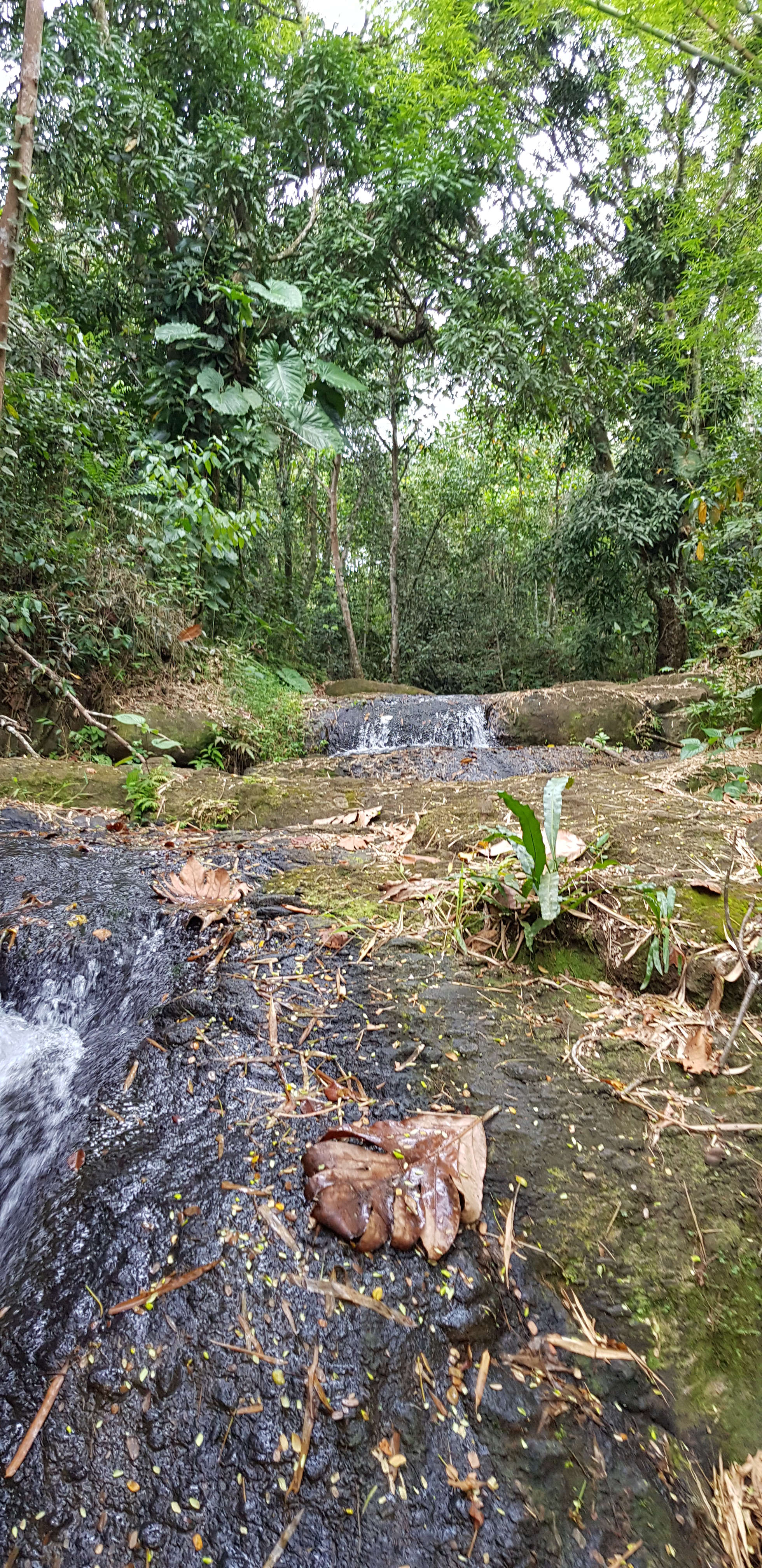
Vue du bas
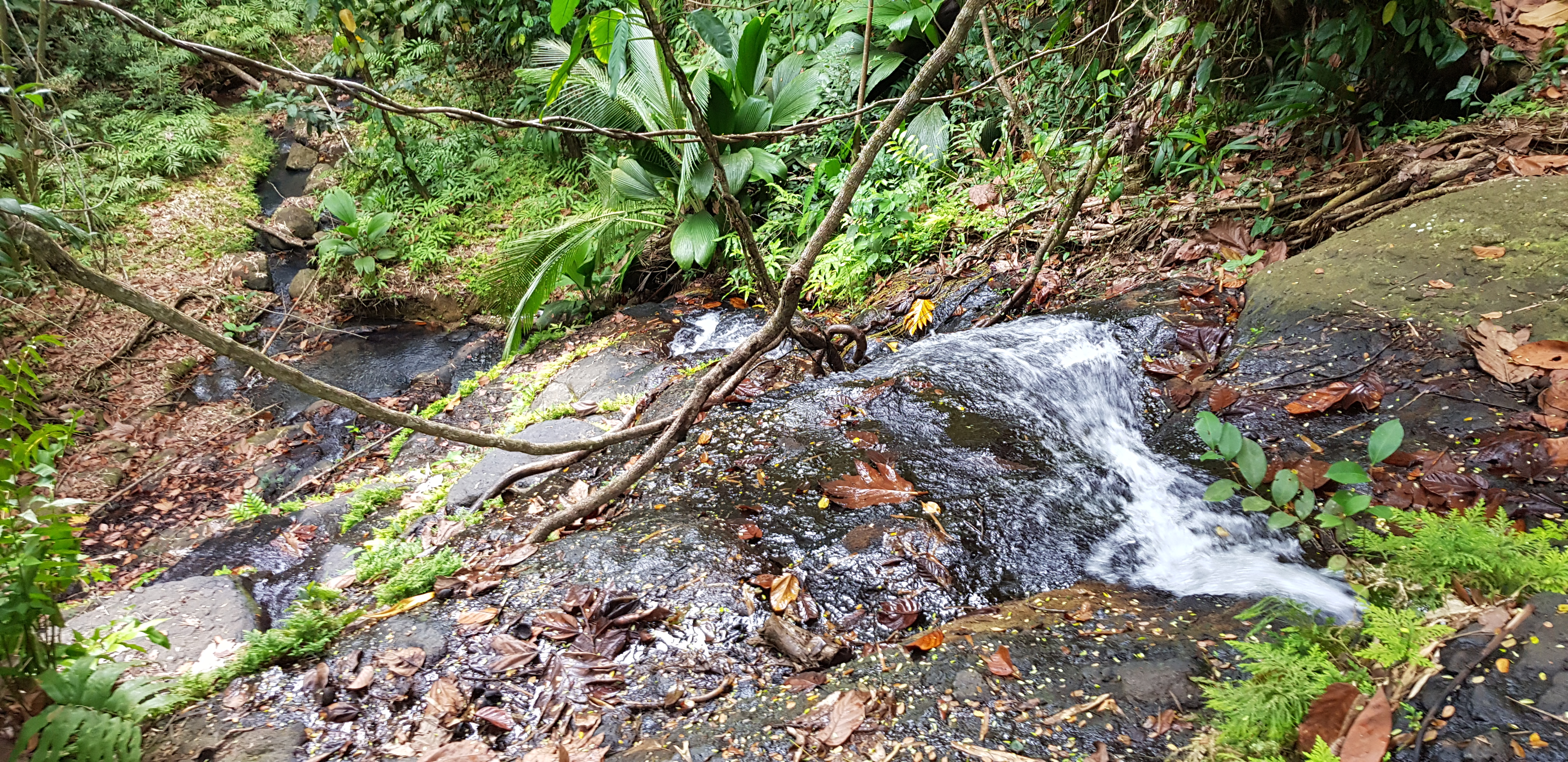
vue centrale
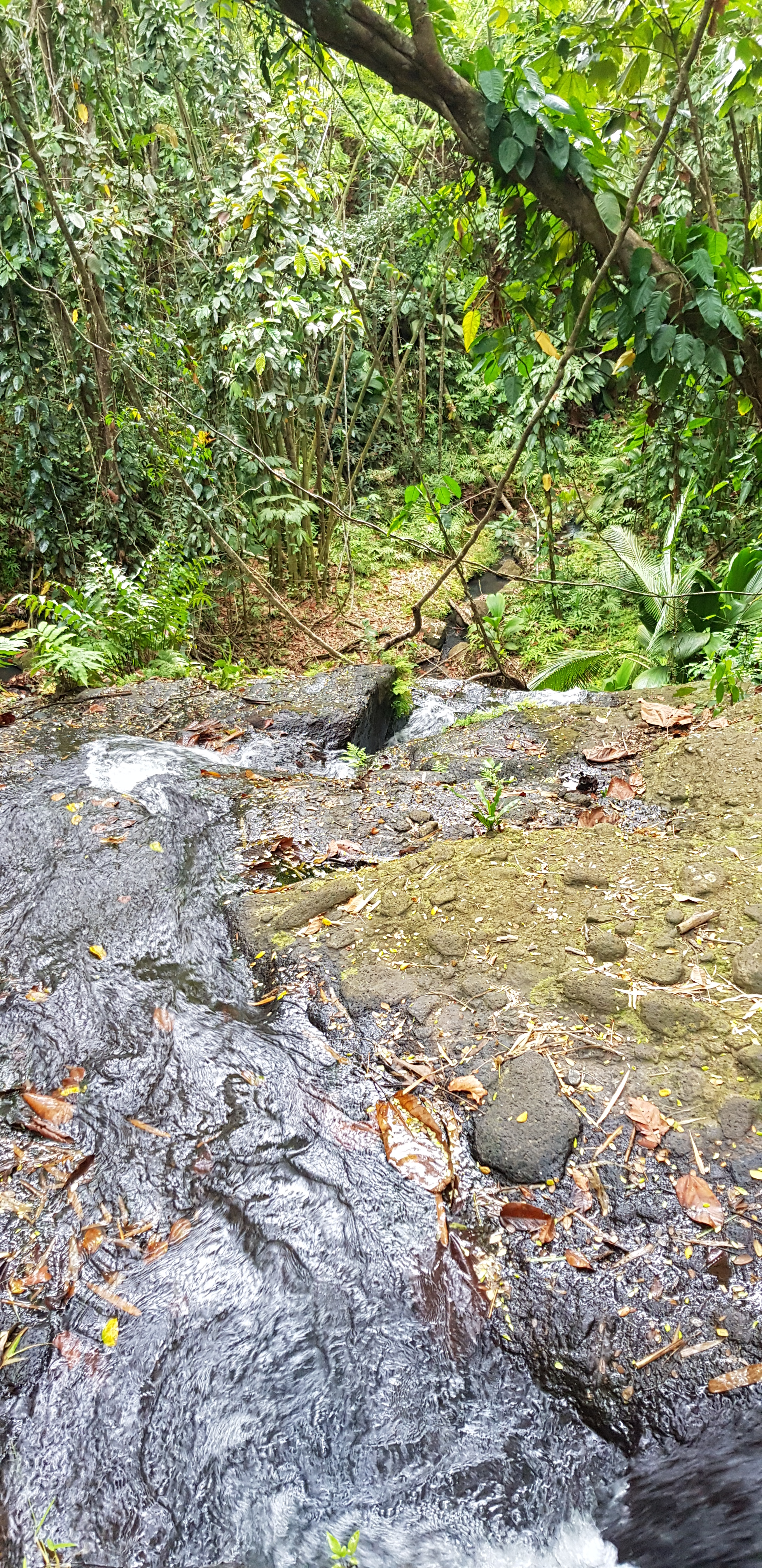
Cascade de Bis vue du haut
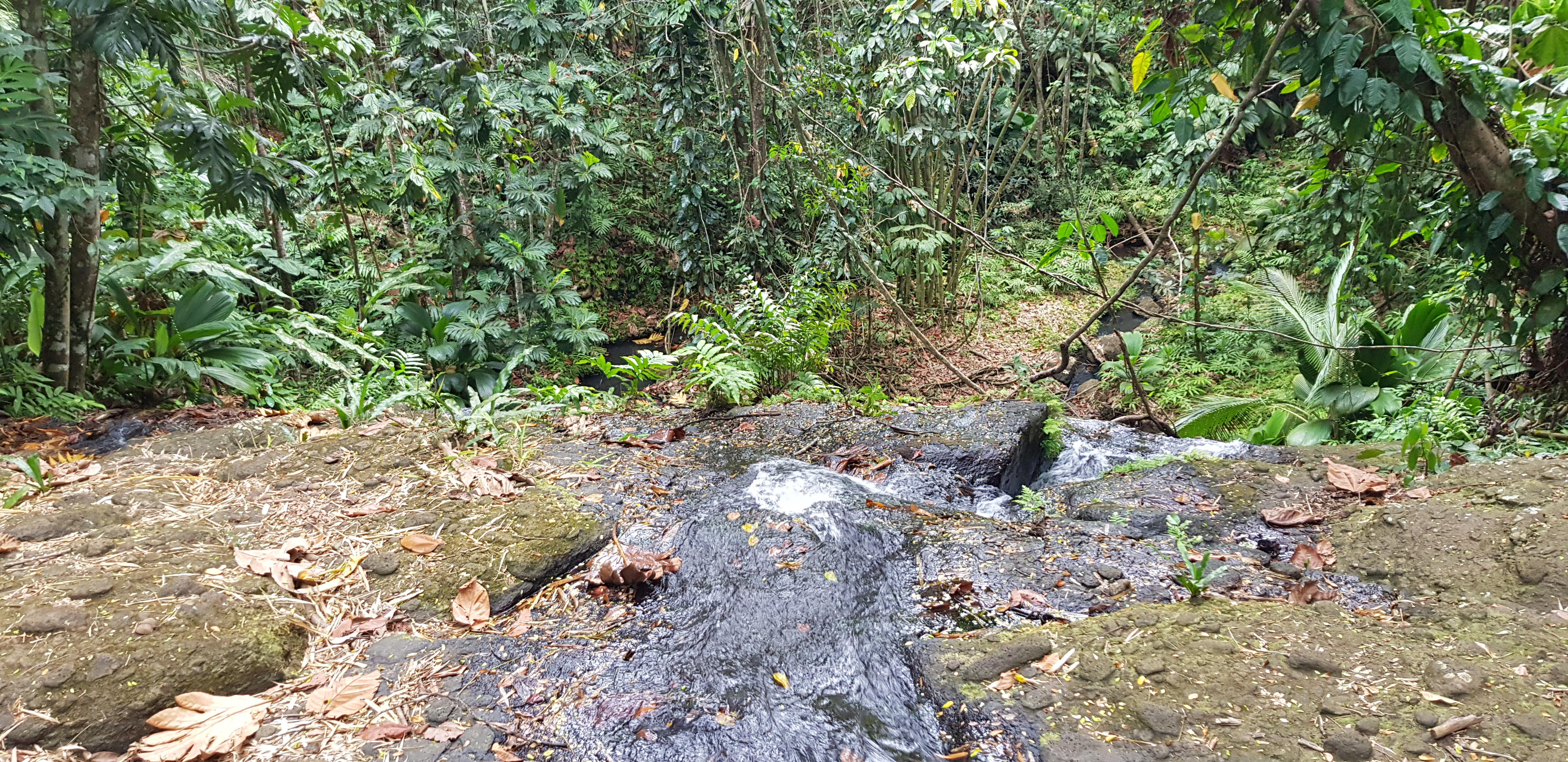
Cascade de Bis (vue du haut)